# 月詠
《月詠》（日语：月詠）是日本漫畫家有馬啟太郎創作的日本漫畫作品。於Wani Books月刊漫畫雜誌《Comic Gum》1999年9月號至2009年3月號期間連載。單行本全16卷。
改編電視動畫《月詠 -MOON PHASE-》（日语：つくよみ ムーンフェーズ），於2004年10月首次播出。

## 故事
自由攝影師森丘耕平，前往德國一座城堡取材，在城堡內遇見被幽禁的吸血鬼葉月。葉月利用機會吸了耕平的血並宣稱耕平是她的奴隸，但似乎吸血沒有在他身上產生奴役的效果。之後耕平破壞城堡的封印裝置，兩個人從城堡逃了出來。隨後耕平回到日本，葉月也意外地到他的住所，於是兩人開始一起生活。

## 人物

### 主角
- 葉月（配音：齋藤千和（日）、傅其慧（台）、Monica Rial（英語））

吸血鬼少女，另一名字為「露娜」（Luna）。長期被幽禁於一座德國式城堡，在首次吸食耕平的血後，藉著他給予的力量逃出城堡。後來為了找尋其母「清音」而跟隨耕平，與他的爺爺一起住在他們家開的古董店。因為她本身怕光，故晝伏夜出；後來發現她是「日行者吸血鬼」，所以不怕陽光。經常戴著貓耳頭飾。帶有傲嬌屬性。首次吸食耕平的血後，堅持只吸耕平的血，絕不吸其他人的血。
- 森丘耕平（もりおか こうへい）（配音：神谷浩史（日）、黃天佑（台）、Jason Liebrecht（英語））

青年攝影師。媽媽御堂靜流，十四年前因調查吸血鬼事件失蹤，與外祖父住一起，是御堂成兒的表弟。本人希望拍攝正常的照片，但他拍攝的照片有90％是靈異照片。靈能力極度遲鈍，對於無法看見的靈魂皆不受其影響。加上御堂家承繼的靈力無效化的能力，所以受吸血鬼吸血也不會成為其僕人，這樣子的人類稱為「吸血鬼的戀人」（Ama Vampire）。能力太過強大故自小被族中長老封印，後來為了救葉月才由彌生開啟，戰鬥結束後又自行封印。

### 御堂家
御堂龍平（御堂竜平（みどう りゅうへい））（CV：麦人（日）、陳幼文（台）、Randy Tallman（英語））
耕平的爺爺，在家開設古董店。在一場戰鬥中身受重傷，後來跟愛爾弗利迪相愛成為了吸血鬼的轉向者，兩年後以年輕的姿態出現（動畫版沒改變）。
御堂成兒（御堂成児（みどう せいじ））（配音：櫻井孝宏（日）、葉三陽（台）、Sonny Strait（英語））
擁有日本傳統神力的人，在異能界享負盛名。主要武器為神符。在耕平一行人前往月黃泉時，因為被吸血鬼傀儡師傑達的控制而叛變，最後被耕平消除心臟而死（動畫版最後解除控制，幫助耕平打倒傀儡師）。
御堂光（御堂光（みどう ひかる））（配音：門脇舞以（日）、馮嘉德（台）、Luci Christian（英語））
御堂本家主人的女兒，雙胞胎的姊姊。小時決定做成兒的未婚妻。主要武器為靈氣波。
御堂薰（御堂薫（みどう かおる））（配音：松來未祐（日）、雷碧文（台）、Brina Palencia（英語））
御堂本家主人的女兒，雙胞胎的妹妹。小時決定做耕平的未婚妻。主要武器為式神。
御堂彌生（御堂弥生（みどう やよい））（配音：小杉十郎太（日）、Jason Douglas（英語））
御堂家族裡靈能力最強的人。吸血鬼的混血兒，擁有瞬間移動的能力。在月黃泉戰死（動畫版沒死）。

### 吸血鬼
- 海因希·馮·金凱爾伯爵（ハインリヒ・フォン・キンケル）（配音：松山鷹志（日）、葉三陽（台）、Troy Baker（英語））

能力為操縱光線的折射以創造出幻影。可以在陽光下行動。
- 愛爾弗麗迪（エルフリーデ）（配音：嘉數由美（日）、雷碧文（台）、Luci Christian（英語，人類狀態時）、Gwendolyn Lau（英語，貓狀態時））

金凱魯伯爵的女兒，原來是人類，旁血族，負責召回露娜大小姐，後來吸了耕平的血，解除了束縛。最後與耕平他們一起消滅伯爵。能力為操縱使魔。
- 比可（配音：立木文彥（日）、陳幼文（台））

### 其他
- 海蒂（配音：山崎雅美（日）、雷碧文（台）、Stephanie Young（英語））

葉月的使魔。
- 安西裕美（安西ひろみ（あんざい ひろみ））（配音：根谷美智子（日）、馮嘉德（台）、Laura Bailey（英語））

耕平和成兒的朋友，對成兒有一定愛慕。雜誌的責任編輯，時常為耕平找攝影工作。
- 阿爾特（アルト）（配音：石毛佐和（日）、雷碧文（台）、Carrie Savage（英語））

葉月同父異母的妹妹。擁有操縱影子的能力。帶有無口屬性。
名字出自於希臘神話的阿耳忒彌斯。
- 加來徹也（加来徹也）

知名製作人，對貓耳少女十分愛好。很樂意被葉月吸血，但被耕平阻止。父親達也為高級旅館的老闆。
動畫版中沒有出現。

## 出版書籍
單行本
| 冊數 | Wani Books     | Wani Books             | 尖端出版社     | 尖端出版社           |
| 冊數 | 發售日期       | ISBN                   | 發售日期       | EAN                  |
| ---- | -------------- | ---------------------- | -------------- | -------------------- |
| 1    | 2000年3月25日  | ISBN 4-8470-3342-6     | 2000年9月15日  | EAN 471-9863-04102-5 |
| 2    | 2000年8月25日  | ISBN 4-8470-3361-2     | 2001年1月9日   | EAN 471-9863-04203-9 |
| 3    | 2001年4月25日  | ISBN 4-8470-3395-7     | 2001年7月27日  | EAN 471-9863-04424-8 |
| 4    | 2001年12月17日 | ISBN 4-8470-3423-6     | 2002年4月3日   | EAN 471-9863-04673-0 |
| 5    | 2002年6月25日  | ISBN 4-8470-3432-5     | 2002年11月6日  | EAN 471-9863-04943-4 |
| 6    | 2003年2月25日  | ISBN 4-8470-3443-0     | 2003年5月14日  | EAN 471-0614-36145-4 |
| 7    | 2003年10月24日 | ISBN 4-8470-3457-0     | 2004年1月16日  | EAN 471-0614-36518-6 |
| 8    | 2004年5月25日  | ISBN 4-8470-3469-4     | 2004年9月7日   | EAN 471-0614-37070-8 |
| 9    | 2005年1月1日   | ISBN 4-8470-3486-4     | 2005年4月21日  | EAN 471-0614-37569-7 |
| 10   | 2005年7月25日  | ISBN 4-8470-3509-7     | 2005年12月20日 | EAN 471-7702-20069-5 |
| 11   | 2006年3月25日  | ISBN 4-8470-3535-6     | 2006年6月17日  | EAN 471-7702-20462-4 |
| 12   | 2006年10月25日 | ISBN 4-8470-3578-X     | 2007年2月12日  | EAN 471-7702-20861-5 |
| 13   | 2007年4月25日  | ISBN 978-4-8470-3597-5 | 2011年4月7日   | EAN 471-7702-21276-6 |
| 14   | 2007年11月24日 | ISBN 978-4-8470-3619-4 | 2011年4月7日   | EAN 471-7702-21814-0 |
| 15   | 2008年7月25日  | ISBN 978-4-8470-3647-7 | 2011年11月11日 | EAN 471-7702-22874-3 |
| 16   | 2009年3月25日  | ISBN 978-4-8470-3677-4 | 2011年12月15日 | EAN 471-7702-22875-0 |

新裝版
| 冊數 | Wani Books    | Wani Books             |
| 冊數 | 發售日期      | ISBN                   |
| ---- | ------------- | ---------------------- |
| 1    | 2013年2月25日 | ISBN 978-4-8470-3843-3 |
| 2    | 2013年2月25日 | ISBN 978-4-8470-3855-6 |
| 3    | 2013年3月27日 | ISBN 978-4-8470-3868-6 |
| 4    | 2013年3月27日 | ISBN 978-4-8470-3869-3 |
| 5    | 2013年4月25日 | ISBN 978-4-8470-3872-3 |
| 6    | 2013年4月25日 | ISBN 978-4-8470-3873-0 |
| 7    | 2013年5月25日 | ISBN 978-4-8470-3875-4 |
| 8    | 2013年5月25日 | ISBN 978-4-8470-3876-1 |

## 電視動畫

### 制作人員
- 監督：新房昭之
- 監督助理：鈴木利正
- 系列構成：關島真頼
- 人物設計：相澤昌弘
- 視覺指導：武内宣之
- 設定協力：尾石達也
- 美術監督：桑原悟
- 背景：天神工作室
- 美術担当：諸熊倫子
- 色彩設計：日比野仁
- 撮影監督：小澤次雄
- 編輯：關一彥
- 音響監督：龜山俊樹
- 音樂：久米大作
- 動畫製作：SHAFT
- 製作：Victor Entertainment
- 台灣配音領班：雷碧文

### 各話標題
中文名稱取自。台湾卡通頻道的中文配音版由于年代久远，而且不热门保留的人也少，资源已缺失。
| 集數 | 中文標題                                       | 日文標題 |
| ---- | ---------------------------------------------- | -------- |
| 01   | 你就當我的僕人吧，大哥哥！                     |          |
| 02   | 叫我主人！                                     |          |
| 03   | 跟我住在一起吧，大哥哥                         |          |
| 04   | 大哥哥，我好想親親喔                           |          |
| 05   | 大哥哥，滿、滿、滿…月！                        |          |
| 06   | 跟大哥哥在京都…好興奮喔！                      |          |
| 07   | 因為人家想要嘛！                               |          |
| 08   | 媽媽來了！好高興                               |          |
| 09   | 大哥哥，把我從夢中救出來，拜託                 |          |
| 10   | 不可原諒！你可是我的第一個僕人                 |          |
| 11   | 大哥哥，你要乖乖的靜養喔                       |          |
| 12   | 只有他不可以原諒！                             |          |
| 13   | 大哥哥，大家一起來打倒伯爵吧                   |          |
| 14   | 想要跟大哥哥一起散步                           |          |
| 15   | 大哥哥，你要負起責任喔                         |          |
| 16   | 大哥哥，我一定要滿滿堂的貓耳饅頭啦             |          |
| 17   | 大哥哥，事情為什麼會變成這樣                   |          |
| 18   | 現在，很想見你                                 |          |
| 19   | 山之日 煙霧猴子 貓的鬍鬚 你們又是誰？          |          |
| 20   | 您怎麼穿成這樣啊，爺爺？                       |          |
| 21   | 大哥哥，你那是哪裡的手鞠歌呀                   |          |
| 22   | 大哥哥，原來你是那種人                         |          |
| 23   | 我有那麼奇怪嗎，大哥哥？                       |          |
| 24   | 哥哥再見，我真的要回去了喔                     |          |
| 25   | 大哥哥，好像是最終回了呢，你要永遠當我的僕人喔 |          |
| 26   | 搖來搖去，閃閃發亮，噗通一聲                   |          |

| 集数 | 脚本       | 分鏡     | 演出              | 作畫監督                                | ENDCARD插畫師                            | 其它                                                   |
| ---- | ---------- | -------- | ----------------- | --------------------------------------- | ---------------------------------------- | ------------------------------------------------------ |
| 1    | 金卷兼一   | 相澤昌弘 | 大沼心            | 相澤昌弘                                | 秋山由樹子、相澤昌弘 （同一畫像）        | -                                                      |
| 2    | 關島真賴   | 田中穣   | 鈴木利正          | 田中穣                                  | 天原埜乃                                 | -                                                      |
| 3    | 金卷兼一   | 武内宣之 | 武内宣之          | 、岩崎泰介                              | 下北澤鈴成                               | -                                                      |
| 4    | 金卷兼一   | 鈴木利正 | 江島泰男          | 馬上理絵                                | POP                                      | 山田一豊、田中穣 （作畫監督協力）                      |
| 5    | 植竹須美男 | 田所修   | 岡嶋国敏          | 大塚舞                                  | 高木信孝                                 | 山田一豊、田中穣 （作畫監督協力）                      |
| 6    | 關島真賴   | 福田道生 | 尾石達也          | 田中穣                                  |                                          | 小原充、宮下雄次 村山公輔、西田美弥子 （作畫監督協力） |
| 7    | 金卷兼一   | 大沼心   | 大沼心            | 相澤昌弘                                | 島田文金                                 | 小原充、宮下雄次 村山公輔、西田美弥子 （作畫監督協力） |
| 8    | 北嶋博明   | 田所修   | 横山淳一          | 糸島雅彦                                | GotoP                                    | -                                                      |
| 9    | 大久保智康 | 田所修   | 國崎友也          | 奥野浩行、、山田一豊                    |                                          | -                                                      |
| 10   | 大久保智康 | 米田光宏 | 米田光宏          | 村山公輔                                | 撫荒武吉                                 | -                                                      |
| 11   | 金卷兼一   | 福田道生 | 鈴木利正          | 相澤昌弘                                |                                          | 山田一豊 （作畫監督協力）                              |
| 12   | 北嶋博明   | 加藤洋人 | 栗本廣之 尾石達也 | 田中穣、大田和寬、浜津武廣 、西田美彌子 | NITROPLUS NIΘ（插畫） NITROPLUS （彩色） | -                                                      |
| 13   | 大久保智康 | 加藤洋人 | 加藤洋人          | 山田一豊、田中穣、加藤洋人              | E=mc²                                    | -                                                      |
| 14   | 北嶋博明   | 田所修   | 上坪亮樹          | 糸島雅彦                                | Ditama某                                 | -                                                      |
| 15   | 大久保智康 | 大沼心   | 大沼心            | 西田美彌子、龜谷響子                    | 伊東雜音                                 | -                                                      |
| 16   | 金卷兼一   | 福田道生 | 平田豊            | 大田和寬                                |                                          | -                                                      |
| 17   | 金卷兼一   | 草川啟造 | 草川啟造          | 相澤昌弘                                | 中央東口                                 | 田中穣、 （作畫監督協力）                              |
| 18   | 大久保智康 | 福田道生 | 齋藤良成          | 大田和寬                                | ☆畫野朗                                  | 西田美彌子 （作畫監督協力）                            |
| 19   | 金卷兼一   | 田所修   | 上坪亮樹          | 龜谷響子、田中穣、西田美彌子            | 八雲劍豪                                 | -                                                      |
| 20   | 北嶋博明   | 鈴木利正 | 大沼心            | 糸島雅彦                                | CHOCO                                    | 大田和寬 （作畫監修）                                  |
| 21   | 關島真賴   | 米田光宏 | 米田光宏          | 村山公輔                                | 睦美美里                                 | -                                                      |
| 22   | 金卷兼一   | 田所修   | 草川啟造          | 杉山延寬、龜谷響子                      | 西E田                                    | 西田美彌子、田中穣 （作畫監督協力）                    |
| 23   | 大久保智康 | 福田道生 | 鈴木利正          | 西山一人                                | 武内崇（插畫） 蒼月誉雄（彩色）          | -                                                      |
| 24   | 北嶋博明   | 福田道生 | 大沼心            | 大田和寬                                |                                          | -                                                      |
| 25   | 金卷兼一   | 尾石達也 | 尾石達也          | 相澤昌弘                                | 有馬啟太郎                               | 大田和寬 （作畫監督協力）                              |
| 26   | 金卷兼一   | 武内宣之 | 田村耕太郎        | 、植田和幸                              | （無）                                   | 大田和寬 （作畫監修）                                  |

### 主題曲
片頭曲
1. 「Neko Mimi Mode」
作曲：Dimitri From Paris，歌：Chiwa Saito played Hazuki
（第1-8、10-13、15-24話）
2. 「Tsuku Yomi Mode」
作曲：Dimitri From Paris；声：Chiwa Saito played Luna
（第9、14話）

片尾曲
1. 
作詞、作曲、編曲：橋本由香利；歌：marianne Amplifier feat. yuka
（第3-6、8、10-13、15-16、18、20-24話）
2. 
作詞：；作曲、編曲：菊地成孔；歌：小川範子
（第7話）
3. 「Pressentiment triste」
作詞、作曲、編曲：橋本由香利；法語詞譯：yuka / 歌 - marianne Amplifier feat. yuka
（第1、2、9、14、19話TV版）
的法語版本。
4. 「Just for my love」
作詞：伊藤利惠子；作曲：北川勝利：編曲：櫻井康史：歌：（門脇舞、松来未祐）
（第19話DVD版）
5. 「Neko Mimi Mode」
作曲：Dimitri From Paris；声：Chiwa Saito played Hazuki
（第25、26話）

### CD
- BEST COLLECTION

| 第一片 | 第一片                                      | 第一片               |   | 第二片 | 第二片                                  | 第二片               |
| 曲目   | 標題                                        | 翻譯                 | — | 曲目   | 標題                                    | 翻譯                 |
| ------ | ------------------------------------------- | -------------------- | - | ------ | --------------------------------------- | -------------------- |
| 1      | The Theme of Moon Phase                     | 貓耳朵模式           | — | 1      | Neko Mimi Mode(TV size)(without Hazuki) |                      |
| 2      | Neko Mimi Mode(TV size)(Dimitri From Paris) | 貓耳朵模式(電視長度) | — | 2      |                                         | 貓耳朵1              |
| 3      | Kiss Me                                     | 親我                 | — | 3      |                                         | 貓耳朵2              |
| 4      | A Little Night Dream                        | 小小噩夢             | — | 4      |                                         | 貓耳朵模式1          |
| 5      | Memories of Your Blood                      | 回憶你的鮮血         | — | 5      |                                         | 貓耳朵模式2          |
| 6      | Just for my love*                           | 只為我的愛           | — | 6      |                                         | 貓耳朵模式呦1        |
| 7      | Lemonade&Rice                               | 檸檬&米              | — | 7      |                                         | 貓耳朵模式呦2        |
| 8      | A Valley in My Tears                        | 我淚中的山谷         | — | 8      |                                         | 喵~1                 |
| 9      | Waltz                                       | 華爾茲               | — | 9      |                                         | 喵~2                 |
| 10     | Quiet Town                                  | 安靜的城鎮           | — | 10     |                                         | 喵喵~1               |
| 11     | Be My Cat!                                  | 成為我的貓           | — | 11     |                                         | 喵喵~2               |
| 12     | At the Dark Garden                          | 在黑暗的花園里       | — | 12     |                                         | Full Full Fullmoon 1 |
| 13     | Prelude                                     | 序曲                 | — | 13     |                                         | Full Full Fullmoon 2 |
| 14     | Love!Love!Lips                              | 愛！愛！嘴唇         | — | 14     |                                         | 哥哥1                |
| 15     | In the Flowers                              | 鮮花之中             | — | 15     |                                         | 哥哥2                |
| 16     | Midnight Games                              | 午夜遊戲             | — | 16     |                                         | 約・定・好・了・歐1  |
| 17     | Behind Voice                                |                      | — | 17     |                                         | 約・定・好・了・歐2  |
| 18     | Brething                                    |                      | — | 18     |                                         | 我的僕人~1           |
| 19     | Anata no Toki                               |                      | — | 19     |                                         | 我的僕人~2           |
| 20     | Dance with Me                               | 與我跳舞             | — | 20     |                                         | 好想要、接吻…。1     |
| 21     | Pressentiment triste(EDVer.)**              |                      | — | 21     |                                         | 好想要、接吻…。2     |
|        |                                             |                      | — | 22     |                                         | 好想要、接吻…。3     |

### 播放
日本深夜動畫：下文記載的日本国内播放時間使用日本標準時間（UTC+9）表示。因為部分時間标识會採用30小时制，因此請留意这类超过24:00的时间，其實際播放時間為翌日清晨。
| 播放地區   | 電視台     | 播放期間                      | 播放時間（UTC+9）          | 播放系列   |
| ---------- | ---------- | ----------------------------- | -------------------------- | ---------- |
| 關東廣域圈 | 東京電視台 | 2004年10月4日 - 2005年3月28日 | 星期一 25時30分 - 26時00分 | 東京電視網 |
| 大阪府     | 大阪電視台 | 2004年10月9日 - 2005年4月2日  | 星期六 26時40分 - 27時10分 | 東京電視網 |

## 外部連結
- JVC音樂《月詠》動畫版網站 （页面存档备份，存于）（日語）
- 東京電視台《月詠》動畫版網站 （页面存档备份，存于）（日語）
- 漫畫連載官方網站 （页面存档备份，存于）（日語）